# Emden (Nedersaksen)

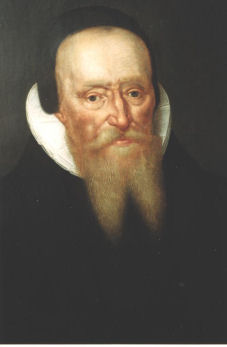
Menso Alting, een van de invloedrijke Nederlandse calvinisten in Emden

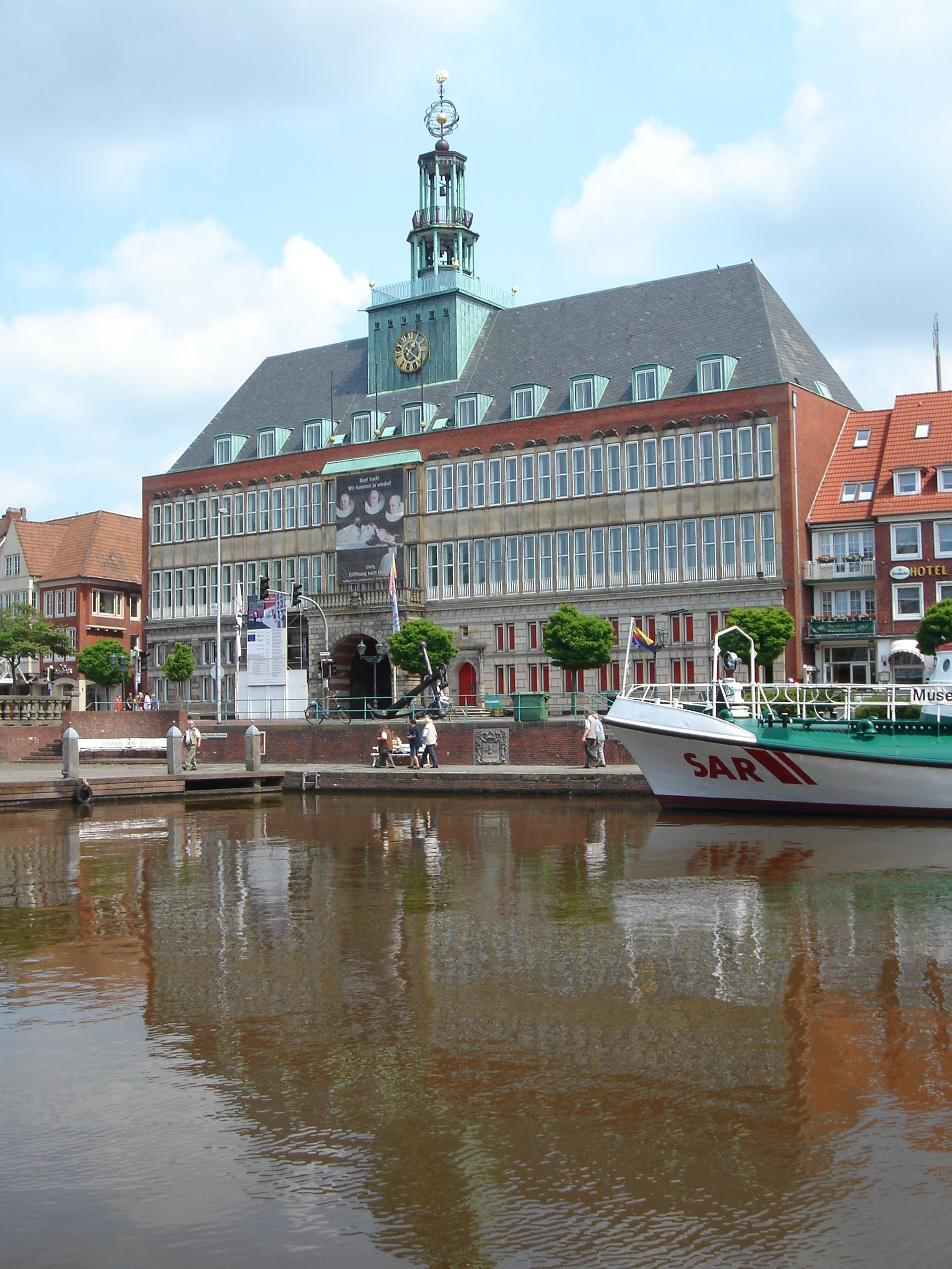
Het stadhuis van Emden, als kopie van dat van Antwerpen

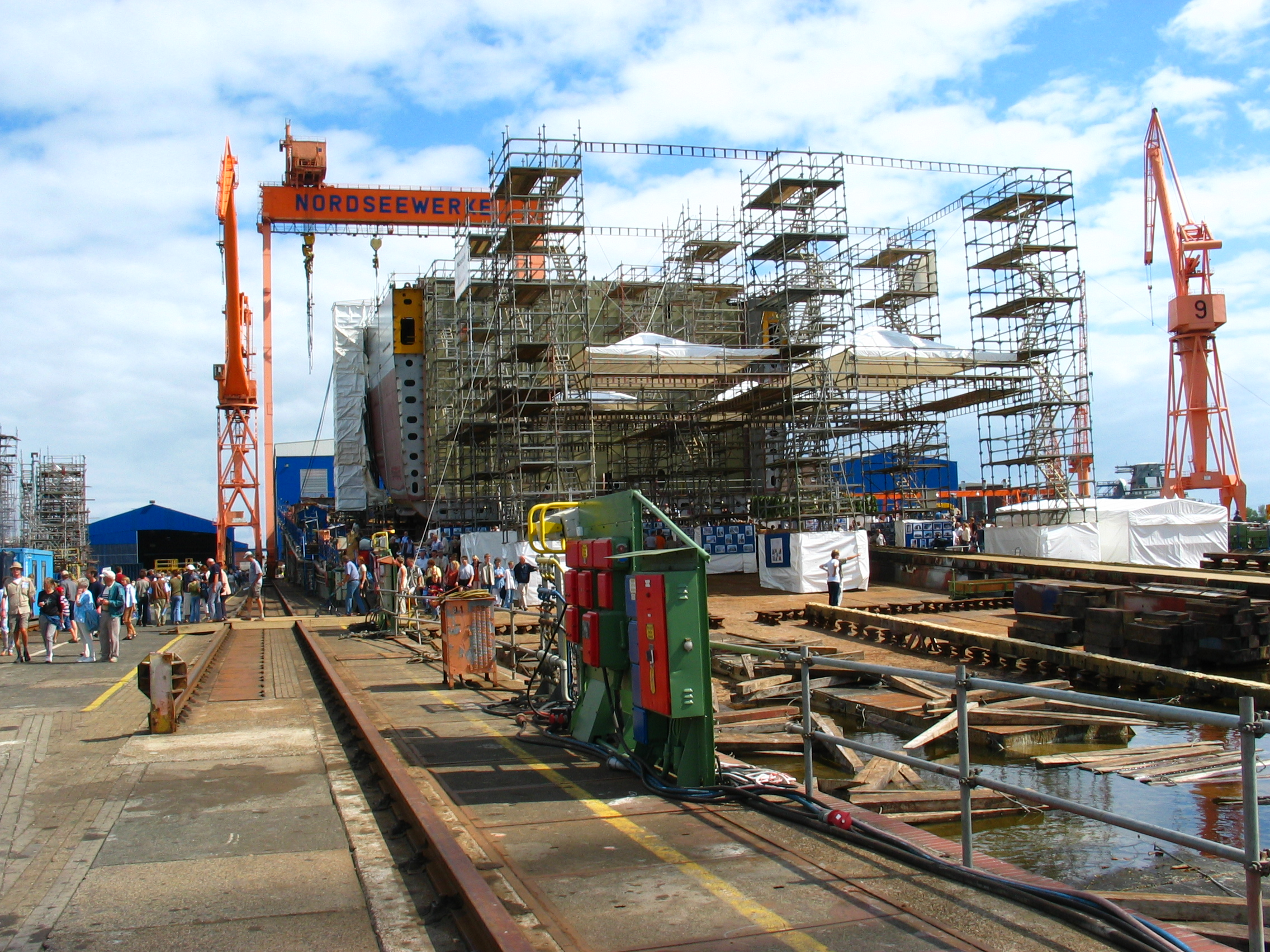
Scheepsbouw in Emden: de Nordseewerke

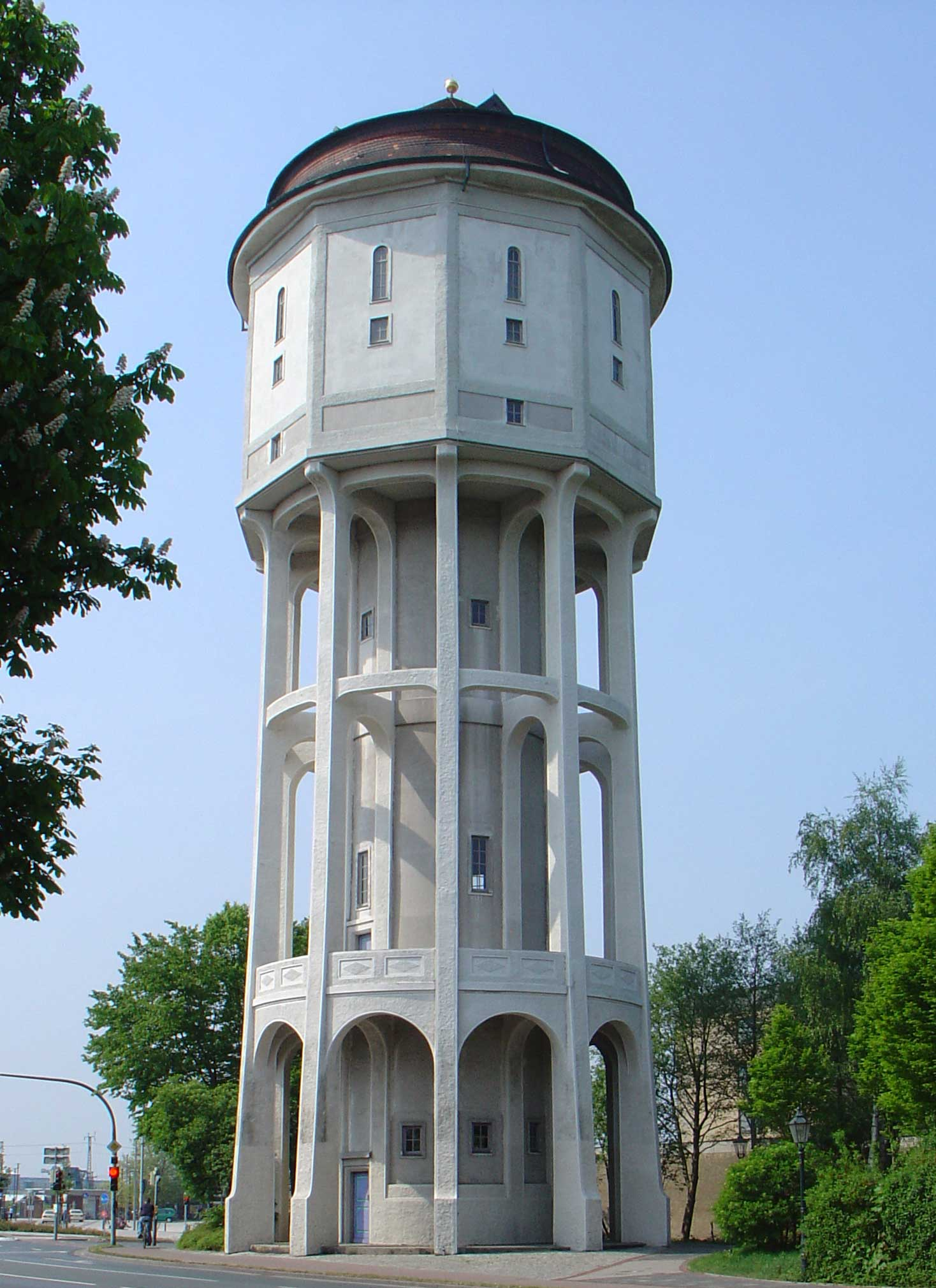
Watertoren van Emden

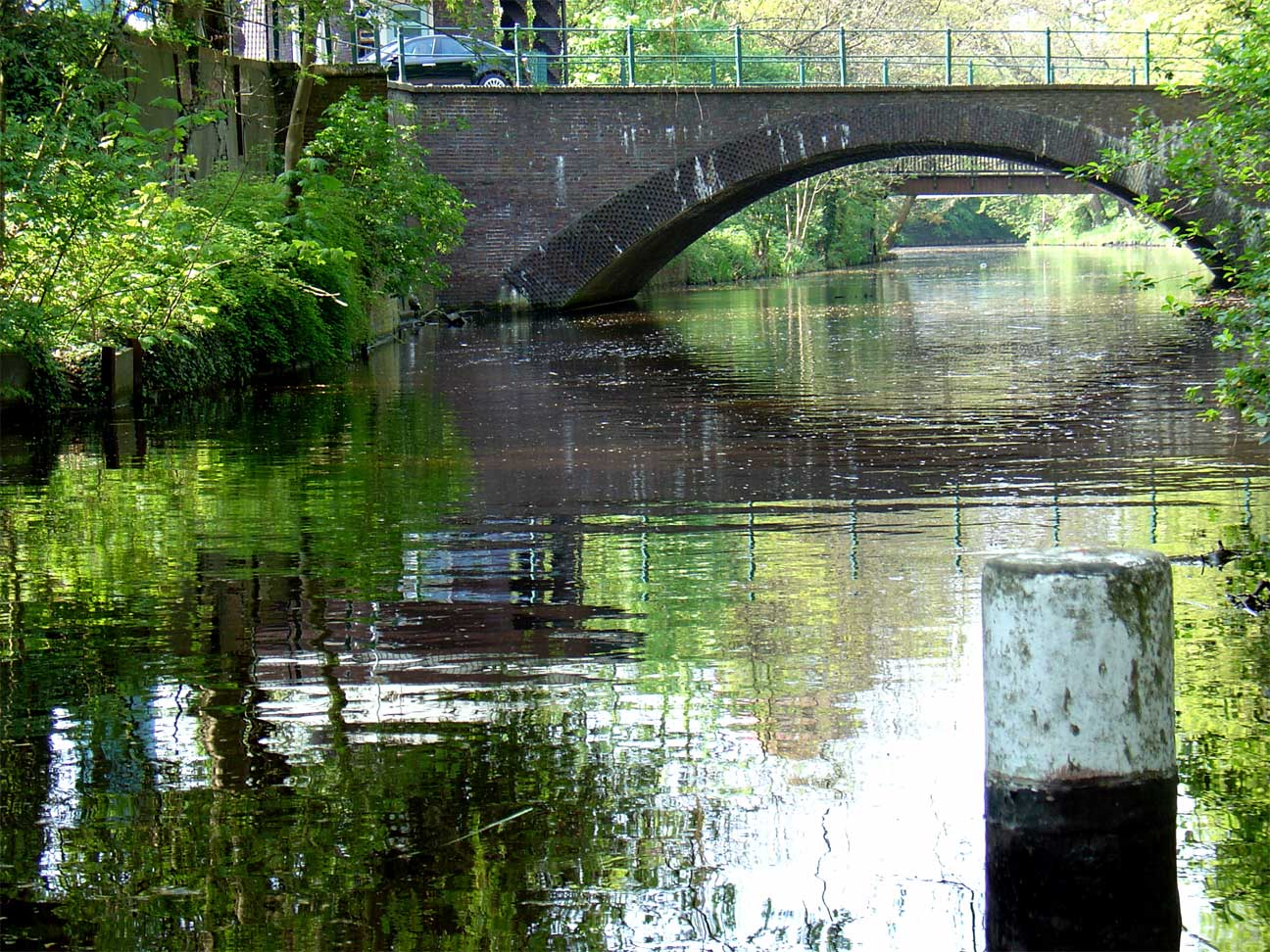
Stadsgracht van Emden

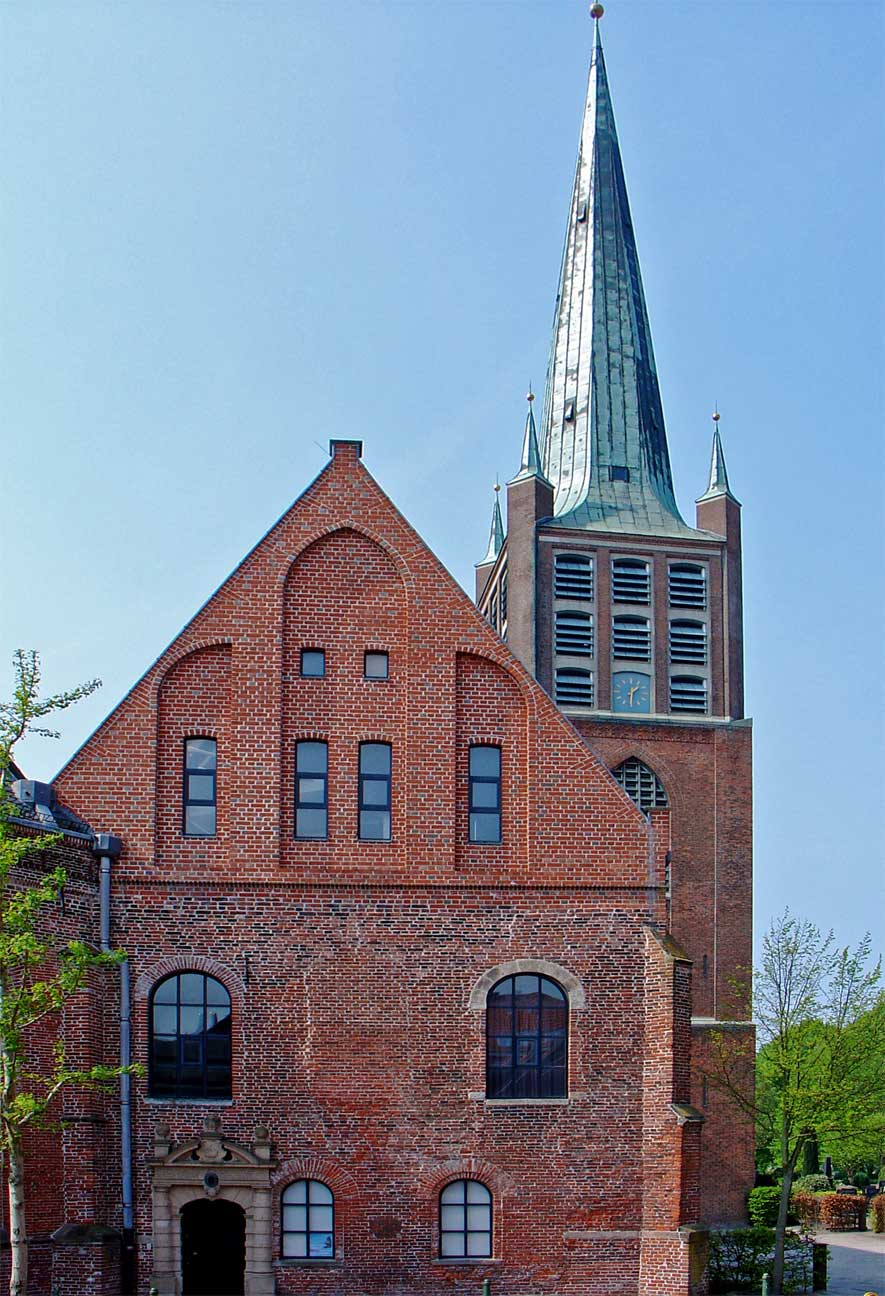
Grote kerk (nu: Johannes á Lasco-Bibliotheek)

Emden (Nederlands, verouderd: Embden) is een kreisfreie Stadt in Duitse deelstaat Nedersaksen, gelegen aan de Eems. Het is de grootste stad van de regio Oost-Friesland en heeft de westelijkste zeehaven van Duitsland. Als kreisfreie Stadt behoort Emden niet tot een Landkreis, het stadsbestuur oefent tegelijk ook de bevoegdheden van het Landkreisniveau uit.
De stad telt 49.874 inwoners (31 december 2020) op een oppervlakte van 112,34 km². Daarmee is Emden qua inwoners de kleinste kreisfreie stad in Nedersaksen. Op 31 december 2020 had 12,11% van de inwoners een niet-Duits staatsburgerschap (6.040 niet-Duitsers) en hadden 170 inwoners het Nederlandse staatsburgerschap.

## Wijken en dorpen

Ligging stadsdelen van Emden

### Wijken
De stad Emden bestaat uit de volgende wijken:
- Altstadt
- Barenburg
- Conrebbersweg
- Constantia
- Friesland
- Hafen
- Harsweg
- Herrentor
- Transvaal
- Wolthusen

### Dorpen
Het grondgebied van de stad bestaat behalve het stedelijk gebied zelf ook uit het omliggende platteland. Daartoe behoren de volgende dorpen:
- Borssum
- Hilmarsum
- Jarßum
- Larrelt
- Logumer Vorwerk
- Marienwehr
- Petkum, met een schilderachtig middeleeuws kerkje
- Twixlum
- Uphusen
- Widdelswehr
- Wybelsum

## Bestuur
De gemeenteraad van Emden telt 42 leden. In 2006 heroverde de SPD de absolute meerderheid, die deze partij sinds de Tweede Wereldoorlog vrijwel voortdurend heeft gehad. Bij de verkiezingen in 2011 wist de partij de meerderheid te behouden, maar in 2016 leed de SPD een grote nederlaag. De partij verloor 9 van de 22 zetels aan een nieuwe groepering, Gemeinsam für Emden en daarmee de meerderheid.
Emden onderhoudt een stedenband met Archangelsk, eveneens een noordwestelijke havenstad (in Rusland).

## Verkeer
Emden is sinds de Hannoverse tijd (Hannoversche Westbahn, 1854) aangesloten op het spoorwegnet. De stad beschikt over directe spoorverbindingen met Keulen, Stuttgart, Konstanz, Berlijn en Leipzig. Een enkelsporige lijn verbindt de stad met Norden en de badplaats Norddeich in het noorden. Behalve Emden Hauptbahnhof is er een station Emden Außenhafen. Hiervandaan wordt een veerdienst naar het waddeneiland Borkum onderhouden. Naar Delfzijl vaart in het toeristenseizoen een veerboot. Vanaf het kleine vliegveld van Emden voert de Ostfriesische Lufttransport (OLT) vluchten uit op Borkum en de andere Oost-Friese Waddeneilanden. De stad was samen met de stad Rheine tot 1977 een bezoekplaats voor duizenden spoorweghobbyisten omdat vanuit deze plaatsen de laatste stoomlocomotieven van de DB werden ingezet op het traject Rheine - Emden.
Het wegverkeer bereikt Emden meestal via de Bundesautobahn 31, de Ostfriesenspieß, die in een boog rond de stad loopt. Deze weg verbindt de stad "achter Drenthe en Twente langs", met het Ruhrgebied.

## Economie
Emden is een belangrijke zeehaven in Duitsland. Door de aanleg van kanalen zoals het Eems-Jadekanaal en vooral het Dortmund-Eemskanaal naar het Ruhrgebied kon de haven, die in 1847 was geopend, door grote schepen uit het achterland bereikt worden. De betekenis van de kanalen is in de loop der tijd sterk afgenomen: ze worden hoofdzakelijk voor de pleziervaart gebruikt.
De scheepsbouw van Emden produceert onder meer grote zeeschepen, marineschepen (voornamelijk conventionele onderzeeërs) en baggerschepen. De voornaamste werf is de Nordseewerke, een dochteronderneming van ThyssenKrupp. De werf werd in 1903 opgericht en is een van de oudste van Duitsland.

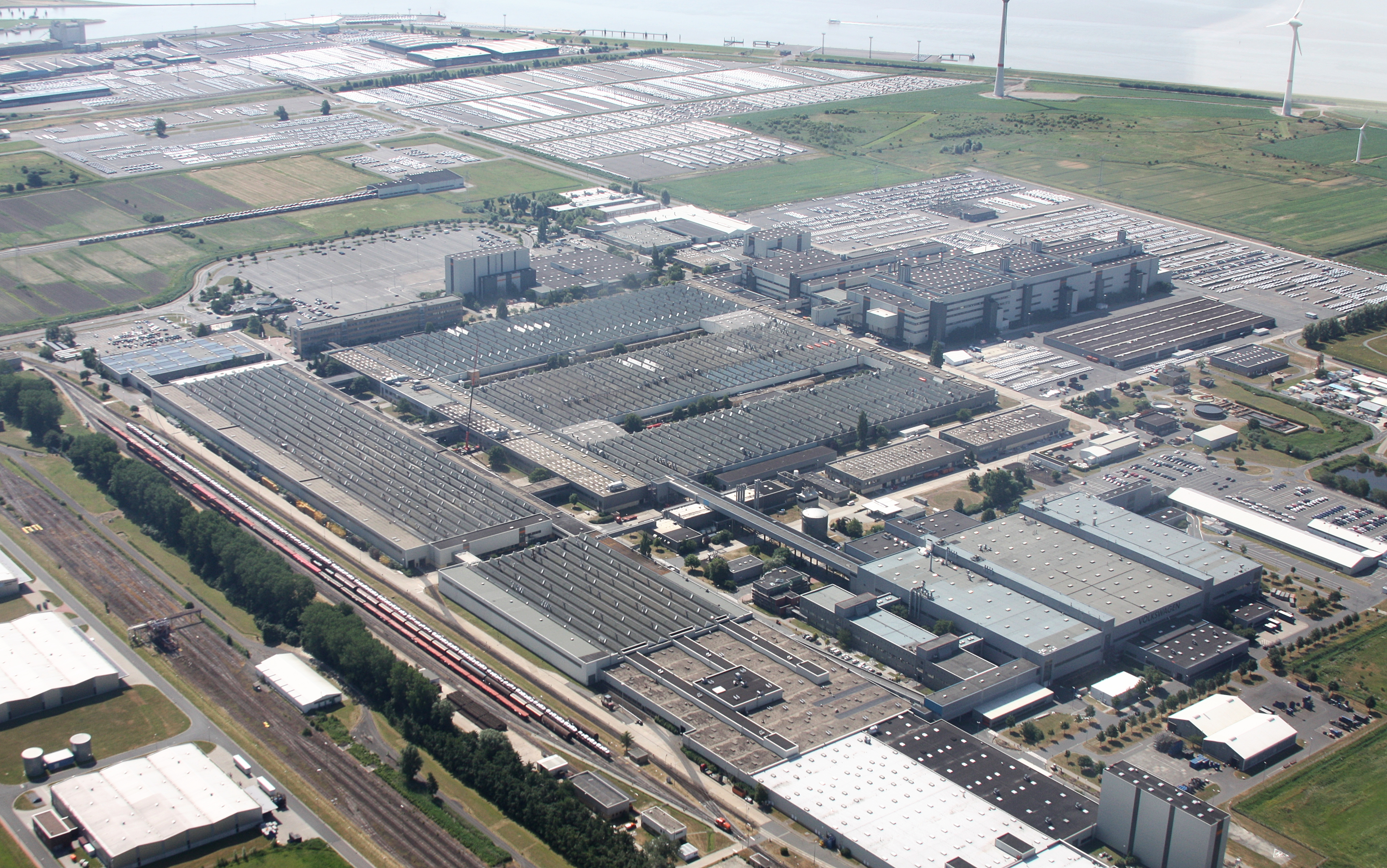
VW-fabriek (2010)

De haven van Emden wordt onder meer gebruikt voor het verschepen van auto's (ongeveer 30% van de auto's die Duitsland exporteert of importeert). In Emden staat een grote fabriek van Volkswagen, waar medio 2024 ruim 8.000 mensen werkzaam waren en dagelijks 1200, sedert 2021 vooral elektrische,  auto's gefabriceerd worden.
Bij Emden komt een 440 kilometer lange gaspijp van Noorwegen Duitsland binnen. Dit gas wordt in de stad opgeslagen in een terminal en verder vervoerd naar Nederland, België en het Ruhrgebied.

## Geschiedenis
Emden ontstond rond 800 als een handelsnederzetting (Amuthon) op een wierde aan de Eems en werd in de 12e eeuw de hoofdstad van het Oost-Friese graafschap Eemsgo.
De stad heeft een belangrijke rol gespeeld in de geschiedenis van de Lage Landen als schuilplaats voor vervolgde protestanten in het begin van de Tachtigjarige Oorlog.
Aan het einde van de 16e eeuw kende Emden een periode van grote bloei. Door de Spaanse blokkade van Vlaamse en Brabantse havens bij het begin van de Zuid-Nederlandse opstand werd Emden de belangrijkste overslaghaven aan de Noordzee. Uit Vlaanderen en Brabant kwamen duizenden protestantse vluchtelingen naar de sinds 1544 protestantse stad om de vervolgingen door de Hertog van Alva te ontlopen. In deze periode raakte het overwegend calvinistische Emden in conflict met de lutherse graven van Oost-Friesland. 
In 1542 werd Johannes a Lasco door de gereformeerde regent van Oost-Friesland, Anna van Oldenburg, naar Emden gehaald als superintendent van de verschillende kerkgenootschappen. Hij dwong de sluiting af van de laatste kloosters en verminderde de invloed van het Lutheranisme ten gunste van zijn "Geneefse" stroming.
Met steun van de Nederlanders wist Emden de facto een vrije rijksstad te worden onder protectie van de Nederlandse Republiek. Het Nederlands van de vluchtelingen werd de voertaal van de handel en het burgerlijke bestuur. Aan de dominante positie van de haven van Emden kwam een einde toen de loop van de rivier de Eems veranderde door de Cosmas- en Damianusvloed (1509) en de haven geleidelijk verzandde. De semi-onafhankelijke status van Emden duurde voort tot 1744, toen Oost-Friesland, inclusief Emden, werd geannexeerd door Pruisen.
In 1806 werd Emden Nederlands, nadat Oost-Friesland was toegevoegd aan het Koninkrijk Holland, dat in 1810 in zijn geheel bij Frankrijk werd gevoegd. In 1813 werd de stad heroverd door het leger van Pruisen om in 1815 bij het Koninkrijk Hannover te worden gevoegd. In 1866 keerde het terug bij Pruisen, een van de voorlopers van het huidige Duitsland.
In 1944 werd Emden, dat als belangrijke haven- en industriestad van grote waarde was voor de Duitse oorlogsindustrie, zwaar gebombardeerd door Amerikaanse vliegtuigen. Bijna 80% van de stad werd verwoest, waaronder de historische binnenstad. Na de Tweede Wereldoorlog is Emden herbouwd en verder gegroeid tot een middelgrote industrie- en havenstad.

## Godsdienst
Op godsdienstig gebied is Emden in de Reformatie van groot belang geweest voor calvinistische vluchtelingen, met name uit het nabije Groningen en Friesland. Ook Brabantse en Vlaamse calvinisten, op de vlucht voor de Inquisitie, zochten hier een veilig heenkomen. De nog altijd zogeheten Grote Kerk van de stad, wordt daarom ook wel de "Moederkerk" van het calvinisme in de Nederlanden genoemd. Overigens was het Nederlands tot ver in de negentiende eeuw de belangrijkste preek- en onderwijstaal in het westelijk deel van Oost-Friesland, waarvan Emden het centrum is.
Nog altijd heeft de stad een calvinistisch karakter, hoewel vluchtelingen uit het voormalige oosten van Duitsland en naoorlogse immigranten de bevolking religieus gemengd hebben. Vandaag is 33% luthers, 32% reformiert ('hervormd'), 8% katholiek en 27% andersgelovig of ongelovig. Tot de andersgelovigen behoren altreformierten ('gereformeerden'), mennonieten, baptisten en moslims.

## Stadsbeeld
Tijdens de Tweede Wereldoorlog is door luchtbombardementen een groot deel van de historische binnenstad van Emden verloren gegaan. Wel is in het centrum van de stad nog steeds de middeleeuwse binnenhaven, de Ratsdelft, te vinden. In en rondom deze haven bevinden zich gebouwen als het stadhuis, enkele musea en oude boten en de oude havenpoort. Karakteristiek is het uitgebreide stelsel van kanalen in de stad: binnen de stad is ongeveer 150 kilometer kanalen bevaarbaar. Om deze reden is Emden een van de steden die zich tooien met de titel Venetië van het Noorden. Een opmerkelijk bouwwerk is de Kesselschleuse, een complex van vier sluizen waar kanalen met verschillende waterstanden samenkomen, verbonden door een zwaaikom.
Een bekende kerk in Emden is de Nieuwe Kerk. Het oude stadhuis - dat gebouwd werd naar analogie van het stadhuis van Antwerpen, wat de culturele oriëntatie en verbondenheid in de 16de eeuw weergeeft. Na de verwoesting in de oorlog is het in de jaren 60 van de 20e eeuw stijl modern herbouwd maar naar de oude maatvoering. Het herbergt tegenwoordig twee musea. De Grote Kerk, die eveneens grotendeels verwoest werd tijdens het bombardement, is eveneens in moderne stijl herbouwd, waarbij enkele gotische details bewaard zijn gebleven. De kerk is tegenwoordig in gebruik als bibliotheek. De oude havenpoort aan de Ratsdelft stamt oorspronkelijk uit 1635. Deze maakte destijds deel uit van de stadsmuur, die gebouwd was om de stad tegen overstromingen te beschermen. In 1963 is de poort gerestaureerd en bij de oude haven geplaatst.

## Bevolkingsontwikkeling
| Datum      |               | Inwoners |        | Buitenlanders | Buitenlanders | Buitenlanders | Buitenlanders |
| Datum      | Totaal        | Inwoners | %      |               | Nederlanders  |               |               |
| ---------- | ------------- | -------- | ------ | ------------- | ------------- | ------------- | ------------- |
| 31.12.2022 |               | 50.535   |        |               |               |               |               |
| 31.12.2021 | 49.523        | 6.105    | 12,33% | 160           |               |               |               |
| 31.12.2020 | 49.874        | 6.040    | 12,11% | 170           |               |               |               |
| 31.12.2019 | 49.913        | 5.675    | 11,37% | 170           |               |               |               |
| 31.12.2018 | 50.195        | 5.530    | 11,02% | 170           |               |               |               |
| 31.12.2017 | 50.607        | 5.420    | 10,71% | 170           |               |               |               |
| 31.12.2016 | 50.486        | 4.955    | 9,81%  | 170           |               |               |               |
| 31.12.2015 | 50.694        | 4.576    | 9,03%  | 170           |               |               |               |
| 31.12.2014 | 50.016        | 3.641    | 7,28%  | 172           |               |               |               |
| 31.12.2013 | 49.790        | 3.219    | 6,47%  | 180           |               |               |               |
| 31.12.2012 | 49.751        | 2.784    | 5,6%   | 184           |               |               |               |
| 31.12.2011 | 49.848        | 2.487    | 4,99%  | 191           |               |               |               |
| 31.12.2010 | 51.616        | 2.454    | 4,75%  | 193           |               |               |               |
| 31.12.2009 | 51.292        | 2.360    | 4,6%   | 194           |               |               |               |
| 31.12.2008 | 51.562        | 2.585    | 5,01%  | 211           |               |               |               |
| 31.12.2007 | 51.714        | 2.663    | 5,15%  | 203           |               |               |               |
| 31.12.2006 | 51.742        | 2.664    | 5,15%  | 203           |               |               |               |
| 31.12.2005 | 51.693        | 2.783    | 5,38%  | 213           |               |               |               |
| 31.12.2004 | 51.670        | 2.622    | 5,07%  | 203           |               |               |               |
| 31.12.2003 | 51.445        | 2.412    | 4,69%  | 217           |               |               |               |
| 31.12.2002 | 51.351        | 2.518    | 4,9%   | 218           |               |               |               |
| 31.12.2001 | 51.185        | 2.509    | 4,9%   | 219           |               |               |               |
| 31.12.2000 | 50.963        | 2.438    | 4,78%  | 214           |               |               |               |
| 31.12.1999 | 51.173        | 2.575    | 5,03%  | 236           |               |               |               |
| 31.12.1998 | 51.448        | 2.457    | 4,78%  | 247           |               |               |               |
| 31.12.1997 | 51.546        | 2.517    | 4,88%  | 247           |               |               |               |
| 31.12.1996 | 51.470        | 2.366    | 4,6%   | 248           |               |               |               |
| 31.12.1995 | 51.559        | 2.392    | 4,64%  | 259           |               |               |               |
| 31.12.1994 | 51.805        | 2.419    | 4,67%  | 263           |               |               |               |
| 31.12.1993 | 52.216        | 2.293    | 4,39%  | 268           |               |               |               |
| 31.12.1992 | 52.120        | 2.239    | 4,3%   | 273           |               |               |               |
| 31.12.1991 | 51.103        | 1.866    | 3,65%  | 279           |               |               |               |
| 31.12.1990 | 50.735        | 1.722    | 3,39%  | 279           |               |               |               |
| 31.12.1989 | 50.090        |          |        |               |               |               |               |
| 31.12.1988 | 49.803        |          |        |               |               |               |               |
| 31.12.1987 | 49.973        | 1.604    | 3,21%  |               |               |               |               |
| 31.12.1986 | 49.557        | 1.641    | 3,31%  |               |               |               |               |
| 31.12.1985 | 49.686        | 1.660    | 3,34%  |               |               |               |               |
| 31.12.1984 | 50.164        | 1.842    | 3,67%  |               |               |               |               |
| 31.12.1983 | 50.783        | 1.960    | 3,86%  |               |               |               |               |
| 31.12.1982 | 50.950        | 1.943    | 3,81%  |               |               |               |               |
| 31.12.1981 | 50.933        | 1.875    | 3,68%  |               |               |               |               |
| 31.12.1980 | 51.186        | 1.903    | 3,72%  |               |               |               |               |
| 31.12.1979 | 51.607        | 1.676    | 3,25%  |               |               |               |               |
| 31.12.1978 | 52.200        | 1.657    | 3,17%  |               |               |               |               |
| 31.12.1977 | 53.042        |          |        |               |               |               |               |
| 31.12.1976 | 53.408        |          |        |               |               |               |               |
| 31.12.1975 | 53.509        |          |        |               |               |               |               |
| 31.12.1974 | 53.911        |          |        |               |               |               |               |
| 31.12.1973 | 53.559        |          |        |               |               |               |               |
| 31.12.1972 | 53.359        |          |        |               |               |               |               |
| 31.12.1971 | 53.833        |          |        |               |               |               |               |
| 31.12.1970 | 52.753        |          |        |               |               |               |               |
| 31.12.1969 | 52.423        |          |        |               |               |               |               |
| 31.12.1968 | 52.068        |          |        |               |               |               |               |
| Datum      |               | Inwoners |        | Totaal        | %             |               | Nederlanders  |
| Datum      | Buitenlanders | Inwoners |        |               |               |               |               |

1. 1 2  Vanwege geheimhoudingsredenen (§ 16 Bundesstatistikgesetz) worden de statistieken van buitenlanders vanaf 2016 alleen nog maar afgerond weergegeven (veelvoud van vijf).

## Justitie
De stad is zetel van een Amtsgericht en een Arbeitsgericht. Voor het Amtsgericht geldt dat beroep kan worden ingesteld bij het Landgericht in Aurich. Voor het Arbeitsgericht is het het Landesarbeitsgericht in Hannover beroepsinstantie.

## Cultuur
Het Ostfriesische Landesmuseum te Emden is gevestigd in het oude Raadhuis aan de Delft. Het bevat een collectie archeologische vondsten. Tevens bezit het een schilderijencollectie, waaronder werk van Ludolf Bakhuizen, en ook een wapenkamer met laatmiddeleeuwse en 17e-eeuwse harnassen en blanke wapens. Er zijn permanente exposities over de geschiedenis van de stad Emden en van geheel Oost-Friesland. Het museum heeft ook een collectie hedendaagse kunst van regionale kunstenaars, en op dit gebied toont het regelmatig wisselende exposities.
Emden heeft ook een museum voor moderne kunst, de Kunsthalle Emden.

## Sport
Emden heeft met BSV Kickers Emden een voetbalclub die in de Landesliga Niedersachsen, het zesde niveau, speelt. In het recente verleden speelde Kickers in de Derde Liga maar was om financiële redenen gedwongen een forse stap terug te doen. Thuisbasis van de club is het Embdena-Stadion, dat genoemd is naar een sponsor van de club. Het stadion kan 7.200 toeschouwers herbergen.

## Media
In Emden verschijnen twee plaatselijke dagbladen: de Emder Zeitung en een plaatselijke editie van de Ostfriesen-Zeitung. De Emder Zeitung was tot 2020 het kleinste zelfstandige dagblad in Duitsland. Het is nu onderdeel van de Nordwest Zeitung uit Oldenburg. Sinds 2022 wordt de redactie gevoerd door het moederbedrijf.
In de stad is tevens de hoofdredactie van de regionale zender Radio Ostfriesland gevestigd.

## Geboren in Emden
- Ludolf Bakhuysen (1630-1708), schilder van zeegezichten, werkzaam in Amsterdam
- Frederik de Moucheron (1633-1686), landschapsschilder, werkzaam in Amsterdam
- Karl Dall (1941-2020), acteur, zanger, komiek en presentator.
- Wolfgang Petersen (1941-2022), filmregisseur
- Otto Waalkes (1948), cabaretier
- Georg Boomgaarden (1948), ambassadeur en staatssecretaris in de BRD